# Circonscription électorale de Navarre
Ne doit pas être confondu avec Circonscription autonomique de Navarre.
La circonscription électorale de Navarre est l'une des cinquante-deux circonscriptions électorales espagnoles utilisées comme divisions électorales pour les élections générales espagnoles.
Elle correspond géographiquement à la Navarre.

## Historique
Elle est instaurée en 1977 par la loi pour la réforme politique puis confirmée avec la promulgation de la Constitution espagnole qui précise à l'article 68 alinéa 2 que chaque province constitue une circonscription électorale.

## Congrès des députés

### Synthèse
|              |       | 1977 | 1979 | 1982 | 1986 | 1989 | 1993 | 1996 | 2000 | 2004 | 2008 | 2011 | 2015 | 2016 | 04/19 | 11/19 | 2023 |
| ------------ | ----- | ---- | ---- | ---- | ---- | ---- | ---- | ---- | ---- | ---- | ---- | ---- | ---- | ---- | ----- | ----- | ---- |
| UCD          |       | 3    | 3    |      |      |      |      |      |      |      |      |      |      |      |       |       |      |
| PSOE         |       | 2    | 1    | 3    | 2    | 2    | 2    | 2    | 2    | 2    | 2    | 1    | 1    | 1    | 2     | 1     | 2    |
| AP & alliés  |       |      |      | 2    | 2    |      |      |      |      |      |      |      |      |      |       |       |      |
| UPN          |       |      | 1    | 2    | 2    | 3    | 3    | 2    | 3    | 2    | 2    | 2    | 2    | 2    |       |       | 1    |
| PP           |       |      |      |      |      | 3    | 3    | 2    | 3    | 2    | 2    | 2    | 2    | 2    |       |       | 1    |
| HB           |       |      |      |      | 1    |      |      |      |      |      |      |      |      |      |       |       |      |
| IU           |       |      |      |      |      |      |      | 1    |      |      |      |      |      |      |       |       |      |
| Nafarroa Bai |       |      |      |      |      |      |      |      |      | 1    | 1    |      |      |      |       |       |      |
| Amaiur       |       |      |      |      |      |      |      |      |      |      |      | 1    |      |      |       |       |      |
| Geroa Bai    |       |      |      |      |      |      |      |      |      |      |      | 1    |      |      |       |       |      |
| Podemos      |       |      |      |      |      |      |      |      |      |      |      |      | 2    | 2    | 1     | 1     |      |
| NA+          |       |      |      |      |      |      |      |      |      |      |      |      |      |      | 2     | 2     |      |
| EH Bildu     |       |      |      |      |      |      |      |      |      |      |      |      |      |      |       | 1     | 1    |
|              |       |      |      |      |      |      |      |      |      |      |      |      |      |      |       |       |      |
| Total        | Total | 5    | 5    | 5    | 5    | 5    | 5    | 5    | 5    | 5    | 5    | 5    | 5    | 5    | 5     | 5     | 5    |

### 1977
| Parti | Parti | Députés                                              |
| ----- | ----- | ---------------------------------------------------- |
| UCD   |       | Jesús Aizpún, Jesús Ignacio Astrain, Pedro Pegenaute |
| PSOE  |       | Gabriel Urralburu, Julio García Pérez                |

### 1979
| Parti | Parti | Députés                                          |
| ----- | ----- | ------------------------------------------------ |
| UCD   |       | Javier Moscoso, Pedro Pegenaute, Ángel Lasunción |
| PSOE  |       | Gabriel Urralburu                                |
| UPN   |       | Jesús Aizpún                                     |

- Pedro Pegenaute est remplacé en décembre 1979 par Alfonso Bañón.
- Ángel Lasunción est remplacé en mai 1979 par José María Sanjuán.

### 1982
| Parti      | Parti | Députés                                        |
| ---------- | ----- | ---------------------------------------------- |
| PSOE       |       | Carlos Solchaga, Jesús Malón, Jesús María Elio |
| UPN-AP-PDP |       | Jesús Aizpún, Javier Gomara                    |

- Jesús Malón (PSOE) est remplacé en mai 1984 par María Reyes Berruezo Albéniz.

### 1986
| Parti | Parti | Députés                                         |
| ----- | ----- | ----------------------------------------------- |
| PSOE  |       | Carlos Solchaga, Luis de Velasco Rami           |
| CP    |       | Jesús Aizpún (UPN), Luis Fernando Medrano (UPN) |
| HB    |       | Iñaki Aldekoa                                   |

### 1989
| Parti  | Parti | Députés                                                                      |
| ------ | ----- | ---------------------------------------------------------------------------- |
| UPN-PP |       | Jesús Aizpún (UPN), Jaime Ignacio del Burgo (PP), José Antonio Gayarre (UPN) |
| PSOE   |       | Carlos Solchaga, Blanca García Manzanares                                    |

### 1993
| Parti  | Parti | Députés                                                     |
| ------ | ----- | ----------------------------------------------------------- |
| UPN-PP |       | Jesús Aizpún, Jaime Ignacio del Burgo, José Antonio Gayarre |
| PSOE   |       | Carlos Solchaga, Blanca García Manzanares                   |

- Carlos Solchaga est remplacé en mai 1994 par Francisco San Martín.

### 1996
| Parti  | Parti | Députés                                            |
| ------ | ----- | -------------------------------------------------- |
| UPN-PP |       | Jaime Ignacio del Burgo, José Cruz Pérez Lapazarán |
| PSOE   |       | Blanca García Manzanares, Carlos Chivite Cornago   |
| IU     |       | Julián Fernández Sánchez                           |

### 2000
| Parti  | Parti | Députés                                                             |
| ------ | ----- | ------------------------------------------------------------------- |
| UPN-PP |       | Jaime Ignacio del Burgo, José Cruz Pérez Lapazarán, Eva María Gorri |
| PSOE   |       | Blanca García Manzanares, Vicente Ripa González                     |

### 2004
| Parti  | Parti | Députés                                                         |
| ------ | ----- | --------------------------------------------------------------- |
| UPN-PP |       | Jaime Ignacio del Burgo (UPN), Carlos Salvador Armendáriz (UPN) |
| PSOE   |       | Vicente Ripa González, Carolina Castillejo                      |
| NB     |       | Uxue Barkos                                                     |

- Vicente Ripa est remplacé en mai 2004 par Juan Moscoso.

### 2008
| Parti  | Parti | Députés                                      |
| ------ | ----- | -------------------------------------------- |
| UPN-PP |       | Santiaga Cervera, Carlos Salvador Armendáriz |
| PSOE   |       | Juan Moscoso, María José Fernández Aguerri   |
| NB     |       | Uxue Barkos                                  |

### 2011
| Parti     | Parti | Députés                                                          |
| --------- | ----- | ---------------------------------------------------------------- |
| UPN-PP    |       | Carlos Salvador Armendáriz (UPN), José Cruz Pérez Lapazarán (PP) |
| PSOE      |       | Juan Moscoso                                                     |
| Amaiur    |       | Sabino Cuadra Lasarte                                            |
| Geroa Bai |       | Uxue Barkos                                                      |

- Uxue Barkos (GB) est remplacée en juin 2015 par Bixente Serrano Izko.

### 2015
| Parti   | Parti | Députés                                                     |
| ------- | ----- | ----------------------------------------------------------- |
| UPN-PP  |       | Íñigo Alli Martínez (UPN), Carlos Salvador Armendáriz (UPN) |
| Podemos |       | Ione Belarra, Eduardo Santos Itoiz                          |
| PSOE    |       | Jesús María Fernández Díaz                                  |

### 2016
| Parti   | Parti | Députés                                                     |
| ------- | ----- | ----------------------------------------------------------- |
| UPN-PP  |       | Íñigo Alli Martínez (UPN), Carlos Salvador Armendáriz (UPN) |
| Podemos |       | Ione Belarra, Eduardo Santos Itoiz                          |
| PSOE    |       | Jesús María Fernández Díaz                                  |

### Avril 2019
| Parti | Parti | Députés                                               |
| ----- | ----- | ----------------------------------------------------- |
| NA+   |       | Sergio Sayas López (UPN), Carlos García Adanero (UPN) |
| PSOE  |       | Santos Cerdán, María Concepción Ruiz López            |
| UP    |       | Ione Belarra                                          |

### Novembre 2019
| Parti    | Parti | Députés                                               |
| -------- | ----- | ----------------------------------------------------- |
| NA+      |       | Sergio Sayas López (UPN), Carlos García Adanero (UPN) |
| PSOE     |       | Santos Cerdán                                         |
| EH Bildu |       | Bel Pozueta                                           |
| UP       |       | Ione Belarra                                          |

### 2023
| Parti    | Parti | Députés                                |
| -------- | ----- | -------------------------------------- |
| PSOE     |       | Santos Cerdán, Adriana Maldonado López |
| EH Bildu |       | Bel Pozueta                            |
| PP       |       | Sergio Sayas López                     |
| UPN      |       | Alberto Catalán Higueras               |

## Sénat

### Synthèse
|             |       | 1977 | 1979 | 1982 | 1986 | 1989 | 1993 | 1996 | 2000 | 2004 | 2008 | 2011 | 2015 | 2016 | 04/19 | 11/19 | 2023 |
| ----------- | ----- | ---- | ---- | ---- | ---- | ---- | ---- | ---- | ---- | ---- | ---- | ---- | ---- | ---- | ----- | ----- | ---- |
| UCD         |       | 3    | 3    |      |      |      |      |      |      |      |      |      |      |      |       |       |      |
| FA          |       | 1    |      |      |      |      |      |      |      |      |      |      |      |      |       |       |      |
| PSOE        |       |      | 1    | 3    | 3    | 1    | 1    | 1    | 1    | 1    | 1    | 1    |      |      | 1     | 1     | 3    |
| AP & alliés |       |      |      | 1    | 1    |      |      |      |      |      |      |      |      |      |       |       |      |
| UPN         |       |      |      | 1    | 1    | 3    | 3    | 3    | 3    | 3    | 3    | 3    | 3    | 3    |       |       | 1    |
| PP          |       |      |      |      |      | 3    | 3    | 3    | 3    | 3    | 3    | 3    | 3    | 3    |       |       |      |
| Podemos     |       |      |      |      |      |      |      |      |      |      |      |      | 1    | 1    |       |       |      |
| NA+         |       |      |      |      |      |      |      |      |      |      |      |      |      |      | 3     | 3     |      |
|             |       |      |      |      |      |      |      |      |      |      |      |      |      |      |       |       |      |
| Total       | Total | 4    | 4    | 4    | 4    | 4    | 4    | 4    | 4    | 4    | 4    | 4    | 4    | 4    | 4     | 4     | 4    |

### 1977
| Parti | Parti | Sénateurs                                                     |
| ----- | ----- | ------------------------------------------------------------- |
| UCD   |       | Jaime Ignacio del Burgo, José Gabriel Sarasa, José Luis Monge |
| FA    |       | Manuel de Irujo (PNV)                                         |

### 1979
| Parti | Parti | Sénateurs                                                     |
| ----- | ----- | ------------------------------------------------------------- |
| UCD   |       | Jaime Ignacio del Burgo, José Gabriel Sarasa, José Luis Monge |
| PSOE  |       | Víctor Manuel Arbeloa                                         |

### 1982
| Parti | Parti | Sénateurs                                                         |
| ----- | ----- | ----------------------------------------------------------------- |
| PSOE  |       | Víctor Manuel Arbeloa, Francisco Álava, Guillermo Fernández Pérez |
| UPN   |       | Alfonso Añón                                                      |

### 1986
| Parti | Parti | Sénateurs                                         |
| ----- | ----- | ------------------------------------------------- |
| PSOE  |       | Francisco Álava, Julián Balduz, Pedro José Ardaiz |
| PDP   |       | Jaime Ignacio del Burgo                           |

- Francisco Álava, mort, est remplacé en avril 1987 par Alfonso Alonso Martínez.
- Julián Balduz est remplacé en octobre 1987 par José Ramón Zabala.

### 1989
| Parti  | Parti | Sénateurs                                                |
| ------ | ----- | -------------------------------------------------------- |
| UPN-PP |       | Javier Luis del Castillo, José Iribas, José Javier Viñez |
| PSOE   |       | Pedro José Ardaiz                                        |

### 1993
| Parti  | Parti | Sénateurs                                    |
| ------ | ----- | -------------------------------------------- |
| UPN-PP |       | Balbino Bados, Santiago Cervera, José Iribas |
| PSOE   |       | Pedro José Ardaiz                            |

### 1996
| Parti  | Parti | Sénateurs                                                     |
| ------ | ----- | ------------------------------------------------------------- |
| UPN-PP |       | José Iribas, Rosa López Garnica, José Ignacio López Borderías |
| PSOE   |       | Pedro José Ardaiz                                             |

### 2000
| Parti  | Parti | Sénateurs                                    |
| ------ | ----- | -------------------------------------------- |
| UPN-PP |       | Luis Campoy, José Iribas, Rosa López Garnica |
| PSOE   |       | Carlos Chivite                               |

- Luis Campoy est remplacé en juillet 2003 par Carlos Salvador Armendáriz.

### 2004
| Parti  | Parti | Sénateurs                                                                              |
| ------ | ----- | -------------------------------------------------------------------------------------- |
| UPN-PP |       | José Iribas (UPN), José Cruz Pérez Lapazarán (UPN), Amelia Salanueva Murguialday (UPN) |
| PSOE   |       | Carlos Chivite                                                                         |

- Amelia Salanueva (UPN) est remplacée en août 2007 par Alicia Díaz García.

### 2008
| Parti  | Parti | Sénateurs                                                                         |
| ------ | ----- | --------------------------------------------------------------------------------- |
| UPN-PP |       | María Caballero Martínez, José Ignacio Palacios Zuasti, José Cruz Pérez Lapazarán |
| PSOE   |       | Carlos Chivite                                                                    |

- Carlos Chivite, mort, est remplacé dès l'ouverture de la législature par Francisco Javier Sanz Carramiñana.

### 2011
| Parti  | Parti | Sénateurs                                                                                      |
| ------ | ----- | ---------------------------------------------------------------------------------------------- |
| UPN-PP |       | Amelia Salanueva Murguialday (UPN), José Ignacio Palacios Zuasti (PP), Francisco Yanguas (UPN) |
| PSOE   |       | María Chivite                                                                                  |

- María Chivite est remplacée en juin 2015 par Francisco Javier Sanz Carramiñana.

### 2015
| Parti           | Parti | Sénateurs                                                                           |
| --------------- | ----- | ----------------------------------------------------------------------------------- |
| UPN-PP          |       | José Cruz Pérez Lapazarán (PP), Francisco Yanguas (UPN), Cristina Sanz Barrios (PP) |
| Cambio-Aldaketa |       | Ana Luján Martínez (Podemos)                                                        |

### 2016
| Parti           | Parti | Sénateurs                                                                           |
| --------------- | ----- | ----------------------------------------------------------------------------------- |
| UPN-PP          |       | José Cruz Pérez Lapazarán (PP), Francisco Yanguas (UPN), Cristina Sanz Barrios (PP) |
| Cambio-Aldaketa |       | Iñaki Bernal Lumbreras (IU)                                                         |

### Avril 2019
| Parti | Parti | Sénateurs                                                                                 |
| ----- | ----- | ----------------------------------------------------------------------------------------- |
| NA+   |       | Ruth Goñi Sarries (Cs), Alberto Catalán Higueras (UPN), Amelia Salanueva Murguialday (PP) |
| PSOE  |       | Antonio Magdaleno Alegría                                                                 |

### Novembre 2019
| Parti | Parti | Sénateurs                                                                                 |
| ----- | ----- | ----------------------------------------------------------------------------------------- |
| NA+   |       | Amelia Salanueva Murguialday (PP), Ruth Goñi Sarries (Cs), Alberto Catalán Higueras (UPN) |
| PSOE  |       | Antonio Magdaleno Alegría                                                                 |

### 2023
| Parti | Parti | Sénateurs                                                                 |
| ----- | ----- | ------------------------------------------------------------------------- |
| PSOE  |       | Javier Remírez Apesteguía, Nuria Medina Santos, Antonio Magdaleno Alegría |
| UPN   |       | María Mar Caballero Martínez                                              |